# Hebert Revetria
Hebert Revetria, vollständiger Name Hebert Carlos Revetria Acevedo, (* 27. August 1955 in Montevideo) ist ein ehemaliger uruguayischer Fußballspieler.

## Karriere

### Verein
Offensivakteur Revetria stand zu Beginn seiner Karriere von 1973 bis 1976 in Reihen Nacional Montevideos. Von 1977 bis 1978 spielte er in Brasilien für Cruzeiro Belo Horizonte. Für die Brasilianer erzielte er bei 25 Ligaeinsätzen acht Tore. Es folgte von 1979 bis 1981 eine Karrierestation bei Tampico-Madero FC in Mexiko. In diesem Zeitraum weist die Statistik 61 Spiele und 30 Tore für ihn aus. Von 1981 bis 1982 absolvierte er 36 Partien für Deportivo Neza und traf 24-mal ins gegnerische Tor. 1982/83 stehen 21 Spiele und fünf Tore bei UAG Tecos für ihn zu Buche. 1983/84 war er erneut beim Tampico-Madero FC aktiv, bestritt acht Begegnungen und erzielte drei Treffer. Sodann war 1984 CD Tolima in Kolumbien sein Arbeitgeber. Von 1984 bis 1985 gehörte er dem Kader des Club Atlético Peñarol in der Primera División an. In der Spielzeit 1985 gewannen die „Aurinegros“ die Uruguayische Meisterschaft. Weitere Karrierestation war 1986 CSD Colo-Colo (18 Spiele/3 Tore), mit denen er unter der Leitung von Trainer Arturo Salah chilenischer Meister jenes Jahres wurde. Es folgten Vereinszugehörigkeiten in den Jahren 1987 bei CD Cobreloa (12 Spiele/2 Tore) in Chile und 1988 beim in Montevideo beheimateten Verein River Plate Montevideo.

### Nationalmannschaft
Revetria gehörte der uruguayischen U-20-Nationalmannschaft an, die 1974 an der Junioren-Südamerikameisterschaft in Chile und beim gleichen Wettbewerb 1975 in Peru teilnahm. 1974 wurde man Vize-Südamerikameister. 1975 gewann Uruguay und den Titel. Im Verlaufe der Turniere wurde er 1974 von Trainer Carlos Silva Cabrera sechsmal und 1975 von Walter Brienza ebenfalls in sechs Spielen eingesetzt. Bei seiner ersten Teilnahme erzielte er acht Treffer und wurde alleiniger Torschützenkönig des Turniers. 1975 schoss er vier Tore und teilte sich diese persönliche Auszeichnung mit dem Brasilianer Toninho Vanusa. Allerdings wurden ihm ursprünglich fünf Tore zugeschrieben. Das Tor gegen Argentinien wurde ihm nach seiner eigenen Aussage nach seinem Karriereende „geklaut“ und José María Muñiz als Torschütze geführt. Er war auch Mitglied der A-Nationalmannschaft Uruguays, für die er zwischen dem 12. Juni 1975 und dem 19. Mai 1976 sieben Länderspiele absolvierte und ein Länderspieltor schoss. Andere Quellen geben als Datum des letzten Länderspiels den 19. Oktober 1976 an. Mit der Celeste nahm er unter Trainer Juan Alberto Schiaffino an der Copa América 1975 teil und gewann im selben Jahr mit Uruguay die Copa Artigas sowie die Copa Juan Pinto Durán. Auch bei der Copa del Atlántico 1976 kam er zum Zug.

### Erfolge
- Uruguayischer Meister: 1985
- Chilenischer Meister: 1986
- Junioren-Südamerikameister: 1975
- Vize-Junioren-Südamerikameister: 1974
- Torschützenkönig der Junioren-Südamerikameisterschaft: 1974, 1975
- Copa Artigas: 1975
- Copa Juan Pinto Durán: 1975

## Sonstiges
Revetria war im November 2014 seit 39 Jahren mit Gabriela Sóñora verheiratet. Er ist Vater der Söhne Sebastián und Nataniel, der ebenfalls Profi-Fußballspieler ist, sowie der Töchter María Gabiela und María Soledad. Mindestens im Jahr 2014 war er im Management des Fernsehsenders Tenfield tätig.